# 索菲亚·别尔斯
索菲亚·安德烈耶芙娜·托尔斯泰娅（俄语：Софья Андреевна Толстая；1844年8月22日—1919年11月4日）婚前名为索菲亚·安德烈耶芙娜·别尔斯（俄语：Софья Андреевна Берс），是俄国作家列夫·托爾斯泰的妻子。

## 生平

### 早年
索菲亚是医生安德烈·艾弗塔费维奇·贝尔斯（1808-1868）及其妻柳波芙·亚历山德罗夫娜·伊斯拉维诺（1826-1886）的三个女儿之一。她第一次得以介绍给列夫·托尔斯泰是在1862年，当时她仅18岁，而托尔斯泰为34岁，两者相差16年。1862年9月17日，在托尔斯泰交给了索菲亚自己手写的求婚书后，两人正式订婚了，并在一周后于莫斯科成婚。当时，托尔斯泰已凭借《哥萨克》成了著名的小说家。
婚礼前夜，托尔斯泰把日记交给了索菲亚，里面详细记载了他与一些女农奴的性关系。（在《安娜·卡列尼娜》中，三十四岁的康斯坦丁·列文「一个带有半自传性的角色」也这样做了，他求自己19岁的未婚妻凯蒂读其日记，以获知他过去的越轨行为。）日记包括了一个事实：托翁曾与一个妇女生下一个孩子，她目前还住在亚斯纳亚·波里亚纳庄园。根据安妮·爱德华兹在《索尼娅：托尔斯泰伯爵夫人的一生》中的叙述，索菲亚对托翁可能与那个妇女重建关系怀有巨大的恐惧之心。

### 婚后

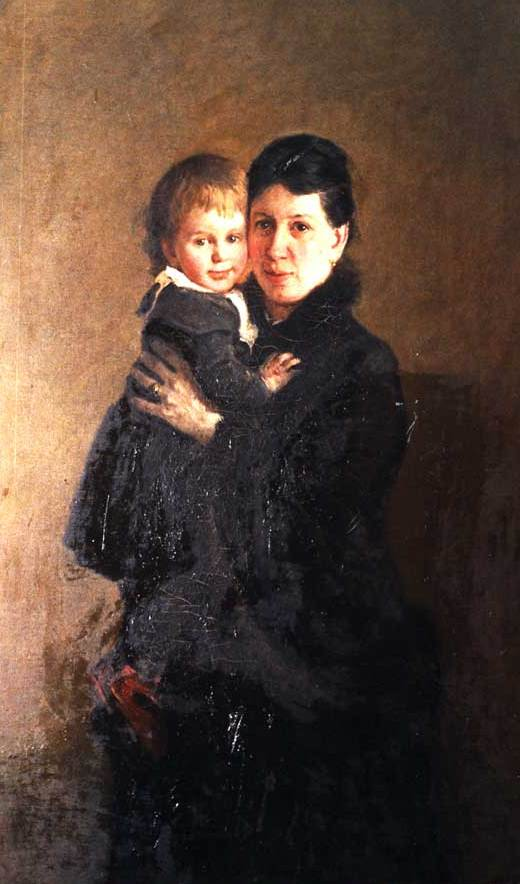
索菲亚和女儿亚历山德拉·利沃夫纳·托尔斯塔娅

托尔斯泰一家有13个孩子，其中有8个活过了童年。这个家庭是繁荣的，多亏了托翁对庄园的有效管理和对自己作品的销售，使充分供应这个家庭成为可能。

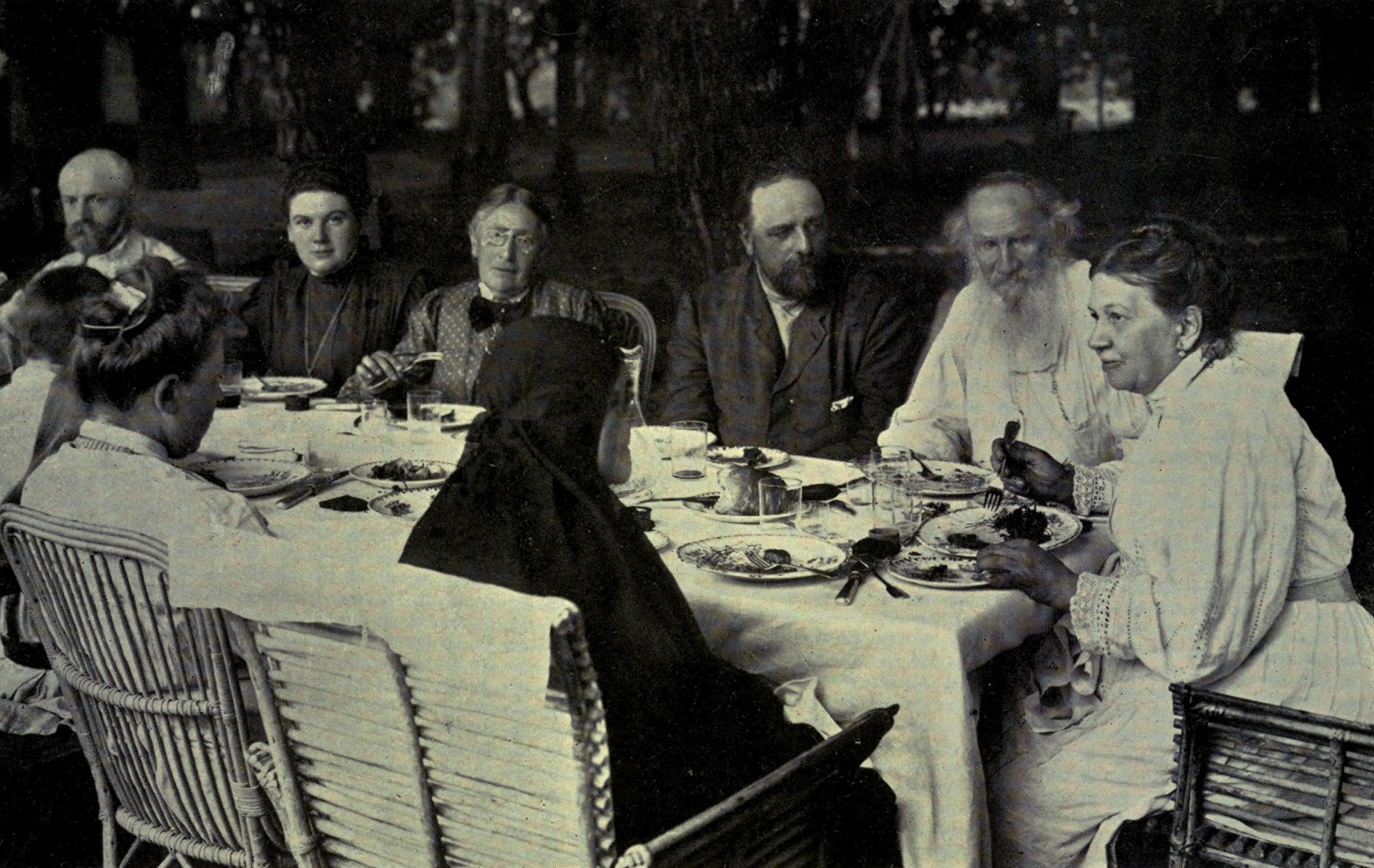
1905年，一家人在亚斯纳亚·波里亚纳庄园

索菲亚为丈夫的文学创作事业奉献了许多。她充当了《战争与和平》的謄稿人，把这本书的手稿从头到尾謄写了七遍。1887年，别尔斯开始学习当时比较新的摄影艺术，并照了超过一千张的记录她生活的照片，包括自己与托尔斯泰，以及前苏联沙皇帝国的衰落。她同时也写日记，并写了一系列日记，以记录她与托翁的生活。索菲亚还写了回忆录，她把书名题为《我的人生》。

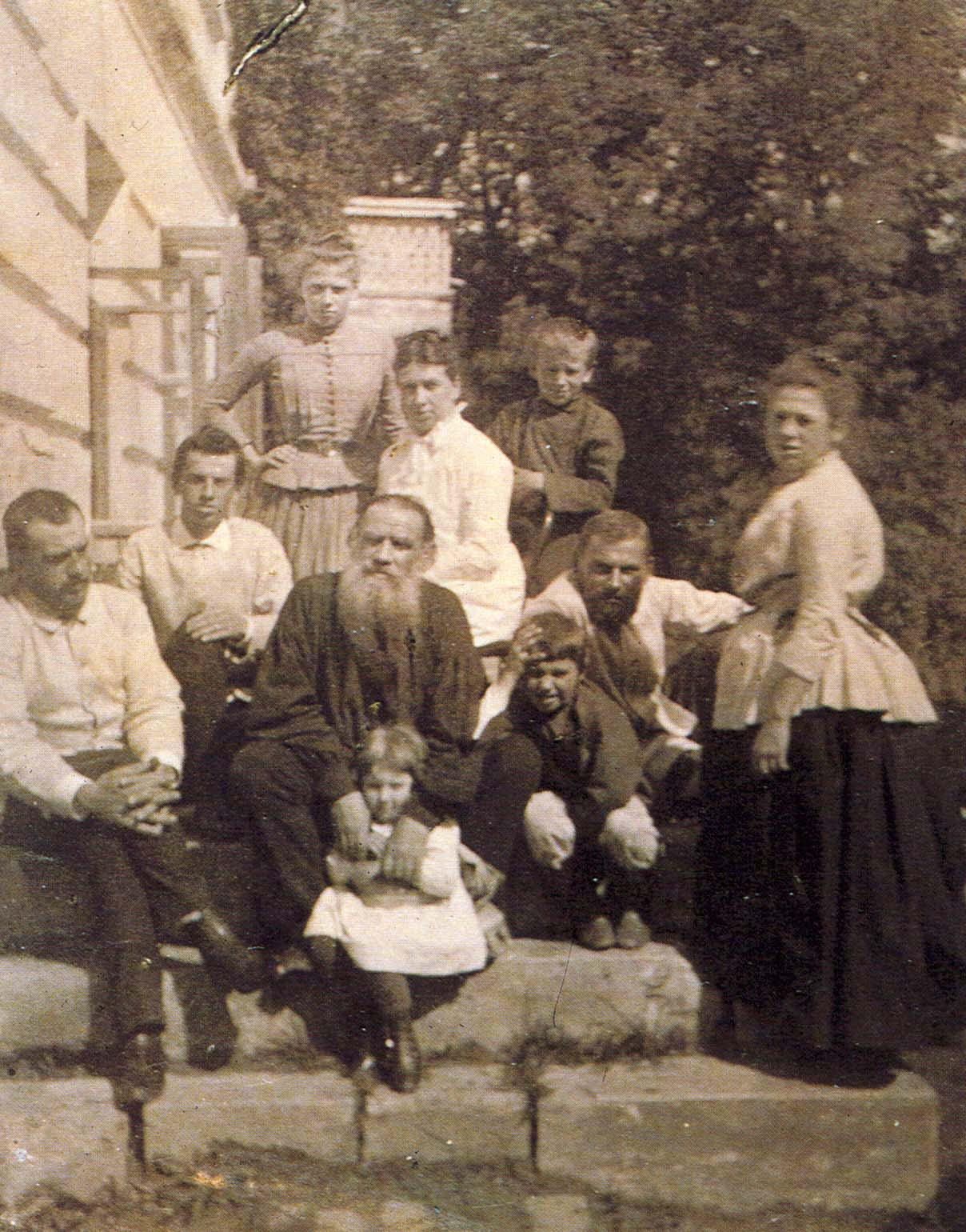
1887年，托尔斯泰一家

托尔斯泰晚年，两人的婚姻逐渐冲突不断——特别是在托翁想把自己所有的私人财产送给别人的愿望上，索菲亚会和托尔斯泰发生激烈的争执。——托翁于1910年与其医生杜尚·马尔科维奇、女儿亚历山德拉·托尔斯塔娅突然离家出走，并在10天后于火车站上逝世，而索菲亚依然不准靠近他。她的丈夫死后，索菲亚继续生活在亚斯纳亚·波里亚纳并在相对和平的环境下，活过了俄国革命。她死于1919年。

## 作品原型
据考证，托翁以索菲亚为原型，创作了《战争与和平》中的娜塔莎与《安娜·卡列尼娜》中的基蒂。这也恰恰说明了现实世界对作家创作的影响。